# Amos Guttman
Amos Guttman (1954, Sita Buzăului, Romania - 16 de febrer de 1993, Israel), va ser un director de cinema israelià que va morir de SIDA amb 38 anys.
Amos va emigrar a Israel amb 7 anys i va viure la major part de la seva vida a Ramat Gan. Va estudiar cinema en la Facultat de teatre i cinema Beit Zvi.

## Pel·lícules
Va fer quatre pel·lícules i dos curtmetratges. Era obertament gai i la majoria de les seves pel·lícules són d'aquesta temàtica.
- A Safe Place (1977)
- 51 Bar (1985)
- Himmo Melech Yerushalaim (1987)
- Hessed Mufla (1992)

### Curts
- "Returning Premiers", 1976,
- "Un Lloc Segur", 1977 - tots dos amb Doron Nesher –
- "Nagu'un" (1982) (curt), 1982.

## Premis i nominacions
Premis
- 1992 Premi de l'acadèmia de Cinema d'Israel, per Hessed Mufla
- 1993 Millor pel·lícula per Hessed Mufla al Festival Internacional de cinema Gai i lesbiana de Torí.

Nominacions
- 1994 Cercle d'Or Precolombí, al festival de Cinema de Bogotà, per Hessed Mufla